# Bernard Blommers
Bernardus Johannes (Bernard) Blommers (né le 30 janvier 1845 à La Haye - mort le 12 décembre 1914 à La Haye) est un graveur et peintre néerlandais appartenant à l'école de La Haye.

## Biographie
Il apprend la lithographie au début de sa carrière dans l'atelier de son père, puis étudie à l'école de la Haye sous la direction de Jan Philip Koelman (en) jusqu'en 1868. Ses premières peintures sont plutôt des peintures de genre représentant des pêcheurs et leurs femmes, souvent des scènes d'intérieur à l'éclairage rappelant la peinture hollandaise du XVIIe siècle. Elles sont fortement influencées par Jozef Israëls. En 1870, malgré la guerre, il fait un séjour à Paris. Il reviendra souvent dans cette ville, qui lui a fait grande impression. 
Lorsqu'il rentre aux Pays-bas, il participe à la seconde génération de l'école de la Haye, fondée par Jozef Israëls, Jacob Maris, Anton Mauve. À partir de 1890, ses œuvres sont plus libres et personnelles, même si les thèmes principaux restent les scènes maritimes et de genre. Il organise la promotion  de peintres hollandais et participe à la création de la Hollandsche Teeken-Maatschappij (association hollandaise de dessinateurs). En 1912, on lui commande un portrait de Andrew Carnegie pour le Palais de la Paix en cours de construction à la Haye. Il n'a connu qu'un succès relatif de son vivant, mais après sa mort, ses peintures ont été achetées par des collectionneurs anglais, écossais et américains.

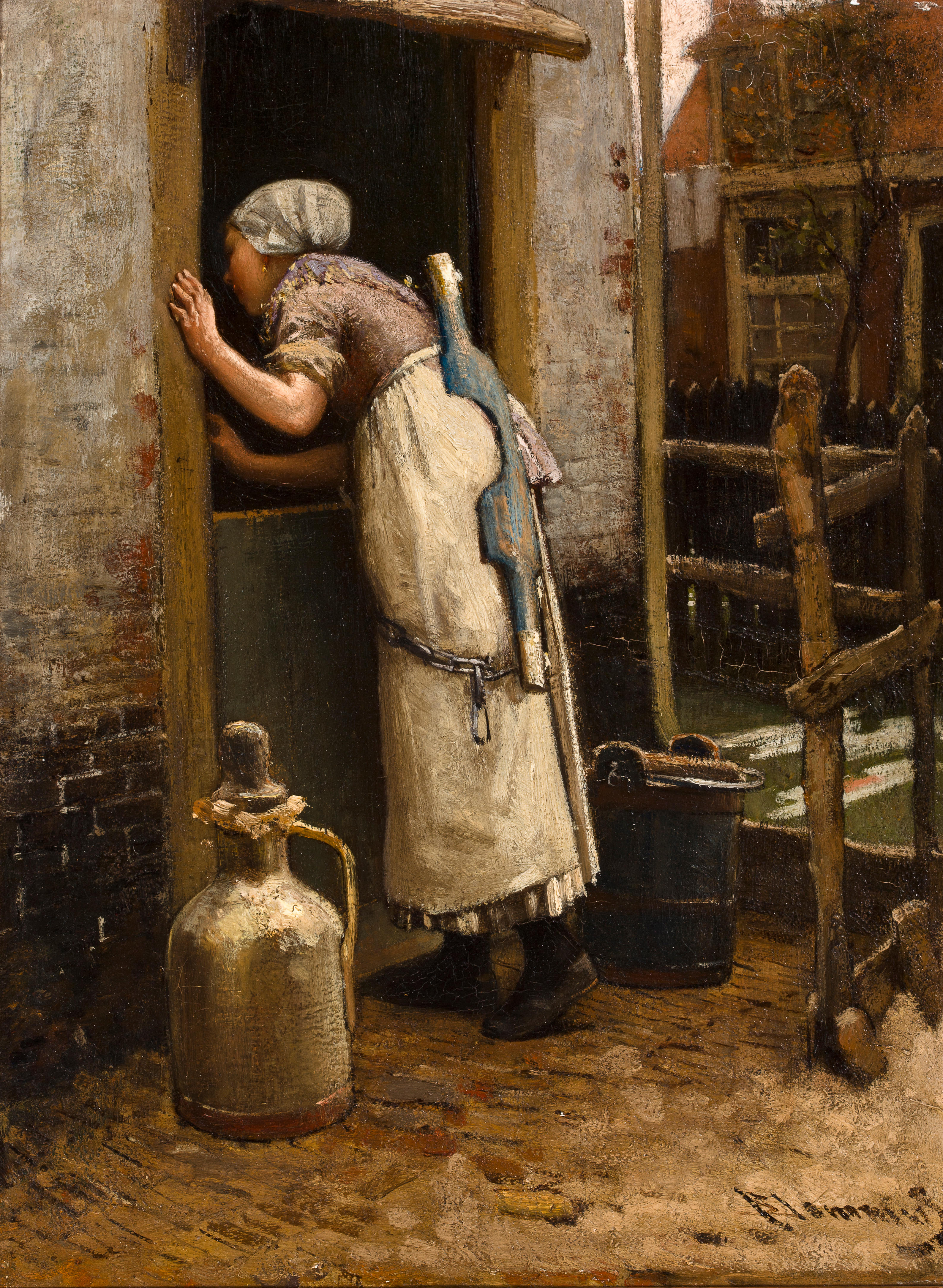
La Laitière.
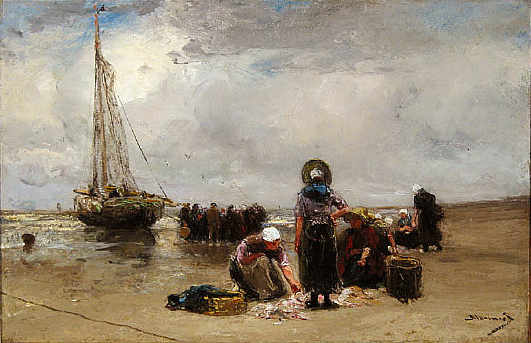
Bord de mer.
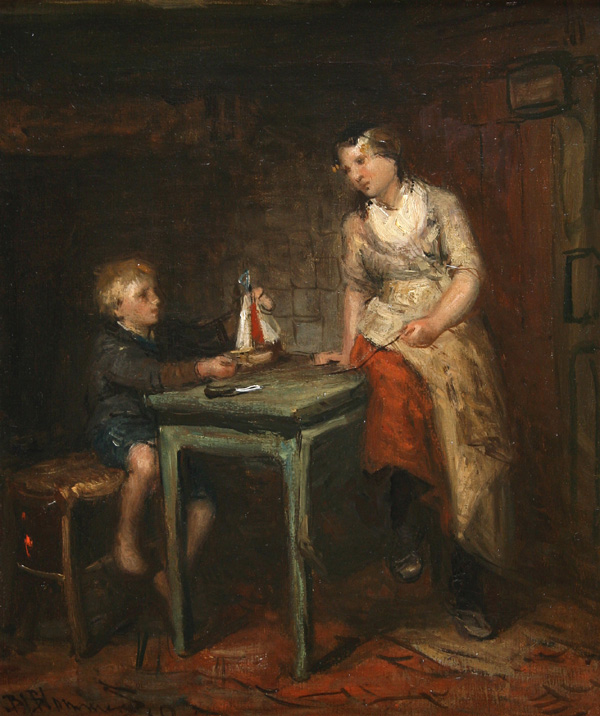
Le Petit capitaine.
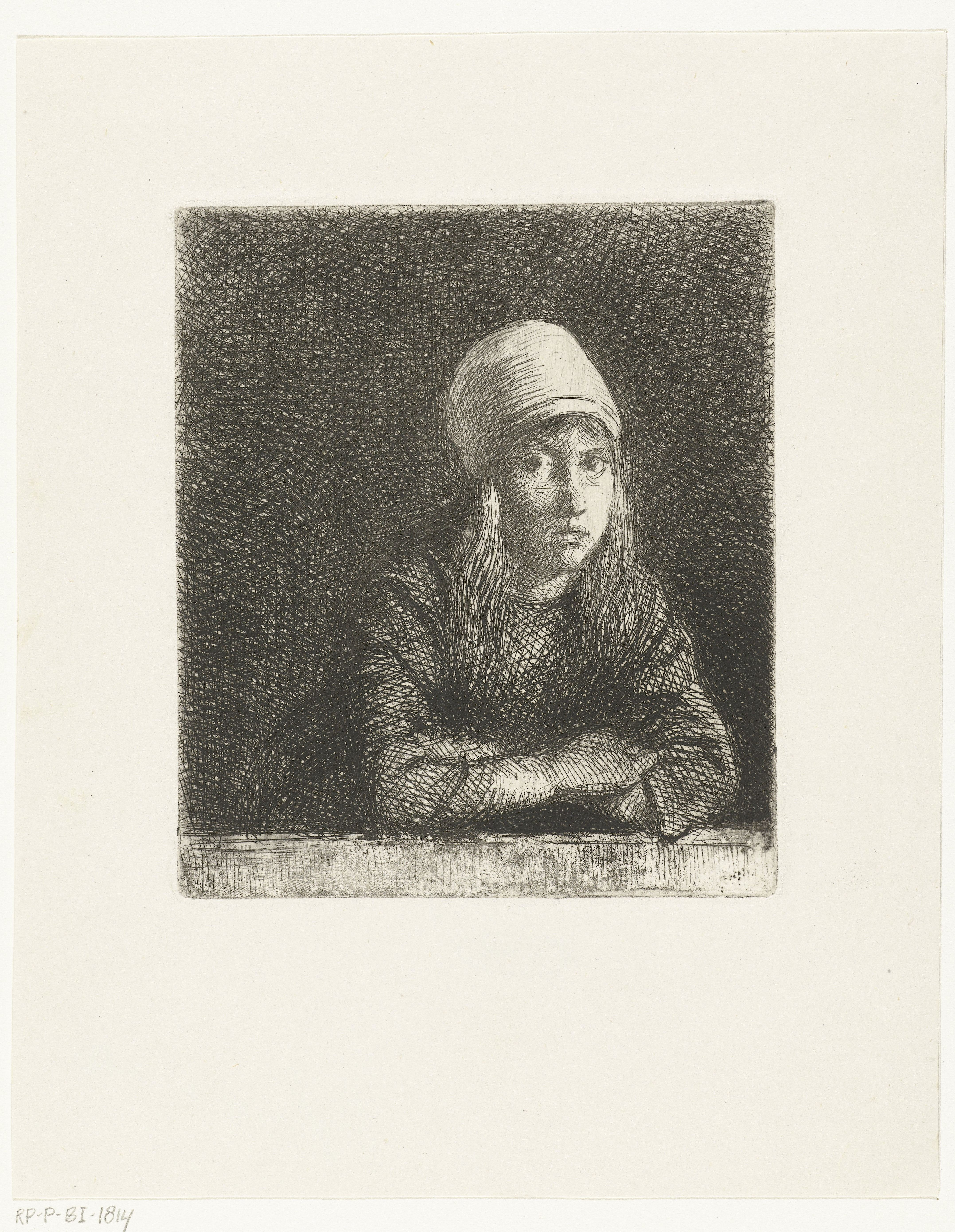
Fille avec foulard (eau-forte).
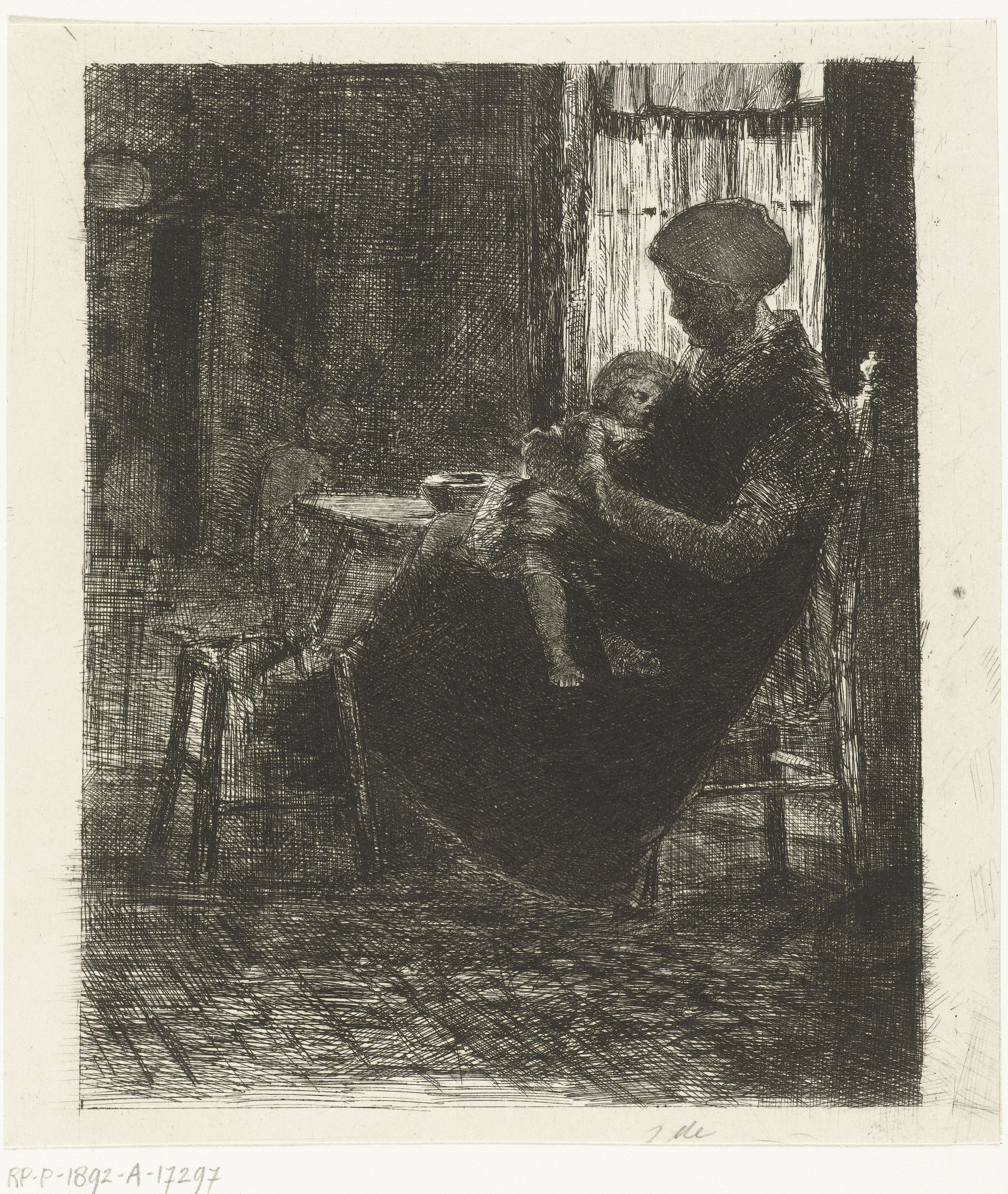
Femme avec un enfant endormi sur les genoux, assise près d'une fenêtre dans un intérieur (eau-forte).
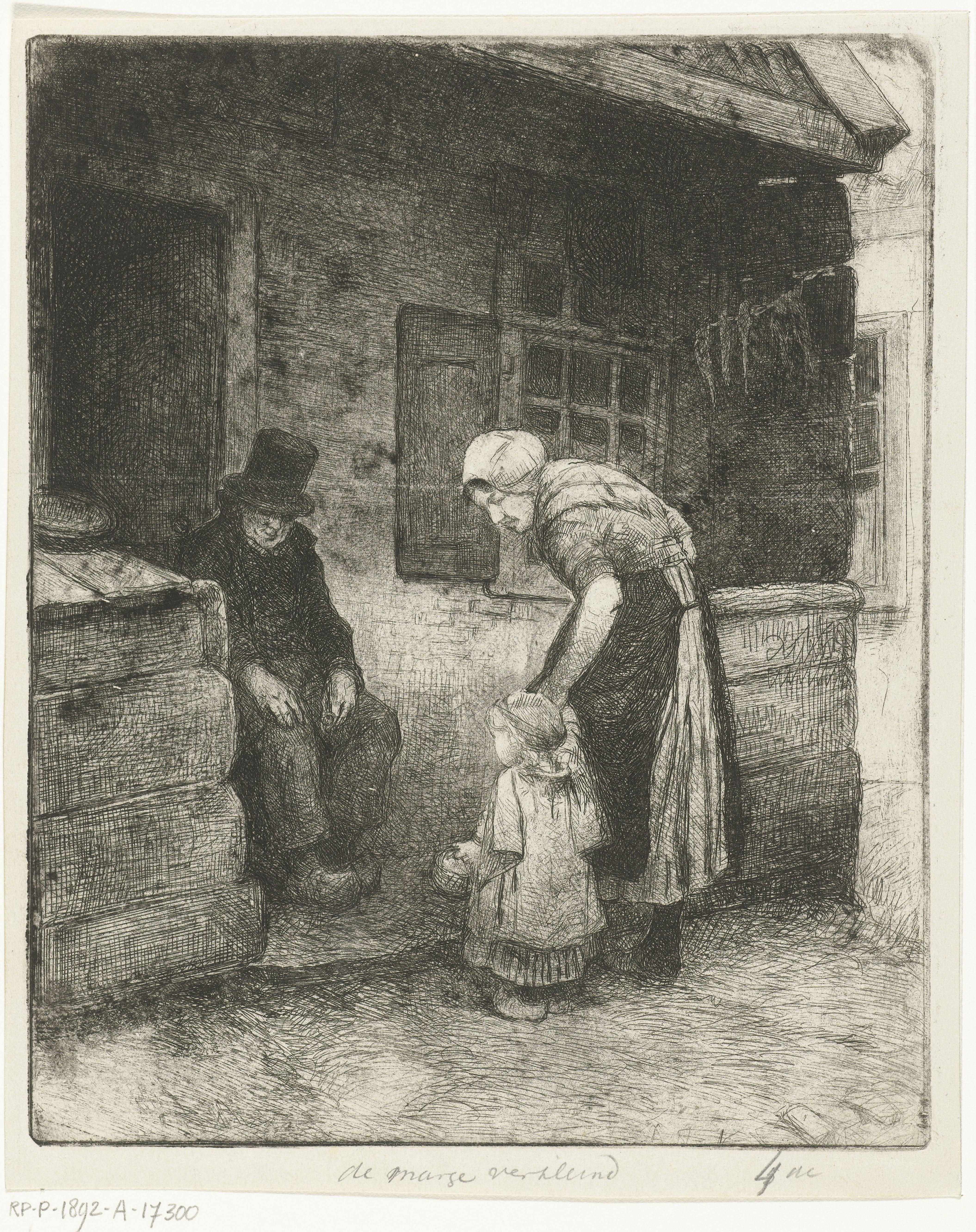
Une femme avec un petit enfant se tient à côté d'un vieil homme assis devant la maison d'un ouvrier. (eau-forte).